# Коренюк Роман Михайлович
Рома́н Миха́йлович Кореню́к — полковник Збройних сил України, учасник російсько-української війни.

## Життєпис
Випускник Львівського ліцею імені Героїв Крут 1995-го року .
З 2014 воював в зоні АТО. Брав участь у важких і нерівних боях літа 2014 року, утримуючи село Лутугине, неподалік Луганська. Під час виконання бойових завдань в районі міста Дебальцеве отримав поранення. А вже з травня 2015 року був призначений командиром найбільш бойового 1-го батальйону 24-ї бригади .
З травня 2015 — командир 1-го окремого механізованого батальйону 24 бригади.
З 2020 року начальник штабу — перший заступник командира 92ОМБр.
Командувач 67ОМБр .

## Нагороди
За особисту мужність і героїзм, виявлені у захисті державного суверенітету та територіальної цілісності України, вірність військовій присязі під час російсько-української війни нагороджений
- орденом Богдана Хмельницького III ступеня (3.1.2015).
- Орден Богдана Хмельницького II ступеня[2]
- Орден Богдана Хмельницького I ступеня 2022 рік